# Parque del Oeste (Málaga)
El parque del Oeste es un parque de 74 000 m² situado en Málaga junto a la barriada de La Paz y Santa Paula, en el Distrito Carretera de Cádiz y próximo a la playa. Fue inaugurado en 1992, bajo la administración del alcalde Pedro Aparicio, convirtiéndose en un lugar muy popular.

## Historia
En los años 60, los terrenos cercanos a la playa que hoy en día ocupa el parque eran utilizados para cines de verano, más conocido en la época como Jardín Cinema.
La construcción del Parque del Oeste fue iniciativa de Pedro Aparicio Sánchez, alcalde socialista de la ciudad de Málaga en 1992, quién pidió al equipo paisajista MyD el trazado de un lugar para el descanso, el paseo y los animales.
Su diseño original es obra del arquitecto y urbanista Eduardo Serrano, cuyo proyecto culminó en 1988, tras un encargo del Ayuntamiento de Málaga.
Ya desde sus inicios en los noventa el parque del Oeste ha sufrido diversas ampliaciones hasta triplicar sus zonas verdes. En 2005 una reforma del parque encargada al arquitecto Eduardo Rojas obtuvo una Mención de Honor en el Premio Málaga de Arquitectura.

## Tipología y descripción

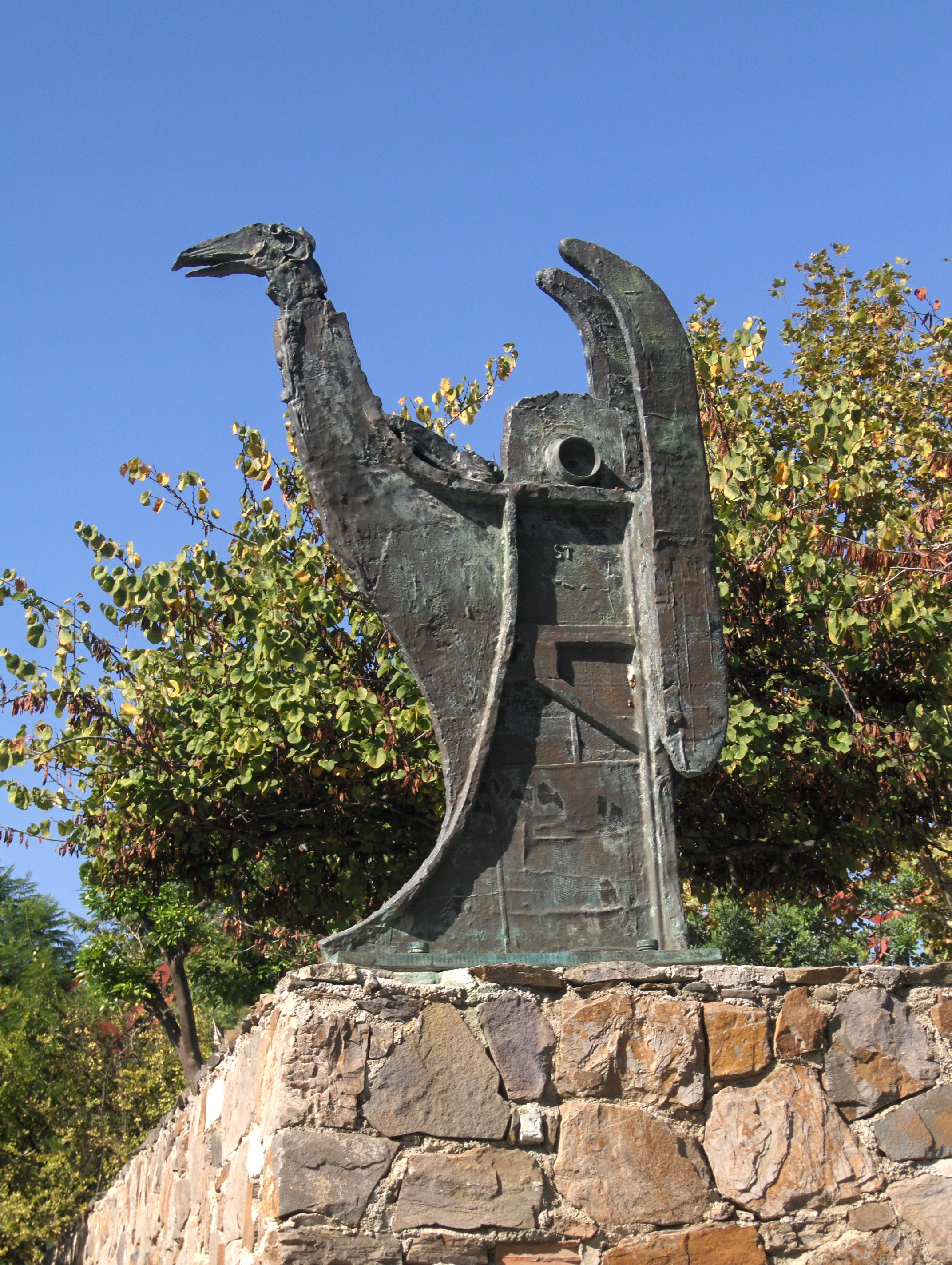
Escultura en parque del Oeste

Pese a que el parque del Oeste no pueda competir con otras zonas verdes de Málaga en riqueza botánica, ha sabido convertirse en el mejor cuidado y el que más derroche de ingenio y fantasía presenta.
Tiene estilo de jardín francés y diseño basado en un principio geométrico y acotado, con un orden decorativo muy marcado en el que las flores y los setos toman un gran protagonismo. Además los parterres son muy recargados y en ocasiones parecen auténticos tapizados.
Los elementos ornamentales no naturales también tienen un papel estelar en este tipo de jardines, utilizando sobre todo fuentes y esculturas, entre otros ornamentos, aunque en espacios amplios también se puede recurrir a la instalación de estanques o pérgolas. Asimismo, los senderos aparecen muy bien definidos, con trazos muy lineales, que en sus bordes están acompañados por coníferas u otros árboles con copa recortable.

## Instalaciones
Dispone de mesas y bancos que permiten comer en el parque. También varias zonas de ocio para realizar deporte como pistas de fútbol y baloncesto, mesas de ping-pong y petanca. Asimismo posee dos zonas de parques infantiles y un parque canino.
Con posterioridad a su inauguración, los usuarios más mayores del parque pidieron la vuelta al cine de verano que existía anteriormente, por lo que se creó un espacio para cine ubicado en la zona del Carril del Capitán.
A lo largo del parque hay distribuidas más de 40 esculturas del alemán Stefan von Reiswitz, quien frecuentaba con frecuencia el parque cuando viajaba a Málaga en los tiempos en que todavía funcionaba como Jardín Cinema. El parque del Oeste incorpora además numerosas obras de otros artistas, configurándose así como un auténtico museo al aire libre. Entre las últimas incorporaciones al catálogo de esculturas del parque encontramos una que inmortaliza a la marquesa de Chinchón paseando a su perro y El pacifista, un héroe de la antigüedad con la espada en el suelo que mira extasiado un pájaro.
El parque cuenta además con lagos artificiales con peces, tortugas, cisnes, gansos y patos que viven en ellos.

## Fauna y flora

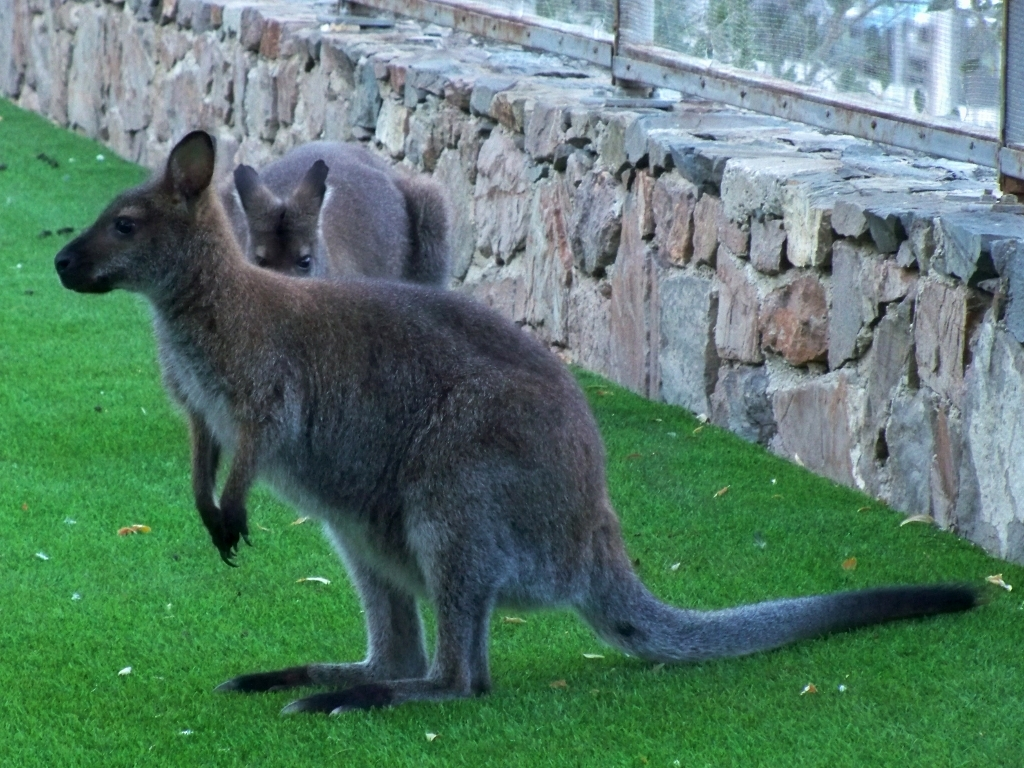
Ualabí de Bennet en el parque del Oeste

### Fauna
Además de peces, tortugas, cisnes, gansos y patos, posteriormente se incluyeron especies más exóticas, como Emues y Ualabíes. 
Entre la fauna que se asienta en los diferentes estanques podemos encontrar: 
- Ganso común (Anser anser)
- Cisne común (Cygnus olor)
- Tarro canela (Tadorna ferruginea)
- Porrón pardo (Aythya nyroca)
- Cisne negro (Cygnus atratus)
- Barnacla cariblanca (Branta leucopsis)
- Tarro blanco (Tadorna tadorna)
- Ánade real (Anas playtyrhincos)
- Carpa dorada/koi (Cyprinus carpio)

Asimismo podemos encontrar una gran variedad de aves urbanas que transitan por las diferentes zonas del parque como son: 
- Colirrojo tizón (Phoenicurus ochruros)
- Pinzón vulgar (Fringilla coelebs)
- Serín verdecillo (Serinus serinus)
- Gorrión común (Passer domesticus)
- Petirrojo europeo (Erithacus rubecula)
- Mirlo común (Turdus merula)
- Papamoscas gris (Muscicapa striata)
- Curruca cabecinegra (Sylvia melanocephala)
- Mosquitero común (Phylloscopus collybita)
- Gaviota sombría (Larus fuscus)
- Gaviota patiamarilla (Larus muchahellis)
- Gaviota reidora (Chroicocephalus ridibundus)
- Lavandera blanca (Motacilla alba)
- Cotorra argentina (Myiopsitta monachus)
- Golondrina común (Hirundo rustica)
- Avión común (Delichon urbicum)
- Paloma (Columbidae)
- Avión roquero (Ptyonoprogne rupestris)
- Vencenjo comú (Apus apus)
- Verderón común (Chloris chloris)
- Tórtola turca (Streptopelia decaocto)
- Jilguero (Carduelis carduelis)
- Garceta común (Egretta garzetta)

### Flora
En el parque del Oeste crecen ademaś pinos, palmeras washingtonianas, grevilleas. En total, unas 14 000 plantas y flores y casi 800 árboles en sus más de 22 000 m² de zonas verdes.

## Polémica sobre los animales
En 2014, se produjo el fallecimiento de uno de los ualabíes de Bennet que albergaba el recinto como consecuencia de una infección originada tras un ataque vandálico a los animales. A raíz de este suceso, algunos vecinos cuestionaron la seguridad de los animales y sugirieron su traslado a un santuario o similar iniciando campañas de recogida de firmas..
En 2016, el grupo político Málaga Ahora se hizo eco del suceso y acusó al Ayuntamiento de Málaga de maltrato a los animales, si bien no obtuvo ninguna contestación por parte de las autoridades competentes, en aquel momento, el Ayuntamiento de Málaga y la empresa Limposam. 
En 2018, se produjo un nuevo incidente de maltrato animal contra una de las tortugas del parque.
En enero de 2020, el recinto acoge únicamente a un ualabí de Bennet en solitario, y se ha iniciado una campaña de firmas para, de nuevo, intentar el traslado de los animales a otras instalaciones.

## El Festival de las Linternas
En 2024, se ejecuta en la ubicación un evento privado que ocupa más del 50% de las dimensiones del Parque, privando a la vecindad del uso y disfrute habitual, perdiendo acceso a baños públicos y la salida de emergencia... durante al menos cinco meses.
El montaje de este evento arrancaba a finales de octubre de 2024. El evento tenía su apertura 30 de noviembre de 2024 y terminaba el 15 de febrero de 2025. El desmontaje del evento finalizaría el 15 de marzo de 2025.
Este llamado Festival es un acercamiento a la Fiesta de los Faroles, con motivo de celebrar el Año Nuevo chino. 
Esto provoca una reacción en las vecindades en forma de un movimiento vecinal, llamado Movimiento vecinal por el Parque del Oeste. Este movimiento resultó orgánico y espontáneo, independiente de cualquier partido político, creado de la vecindad para la vecindad.
El mismo arquitecto y urbanista que trabajó en el parque, Eduardo Serrano, manifestó su preocupación por el uso que se hizo del Parque y el precedente que podía establecerse:
Es un choque ya que ha partido en dos la estructura del parque que ahora ha perdido todo el sentido. Se han puesto unos tablones negros que suponen un gran impacto visual. Todo ello se ha realizado sin contar con los vecinos 

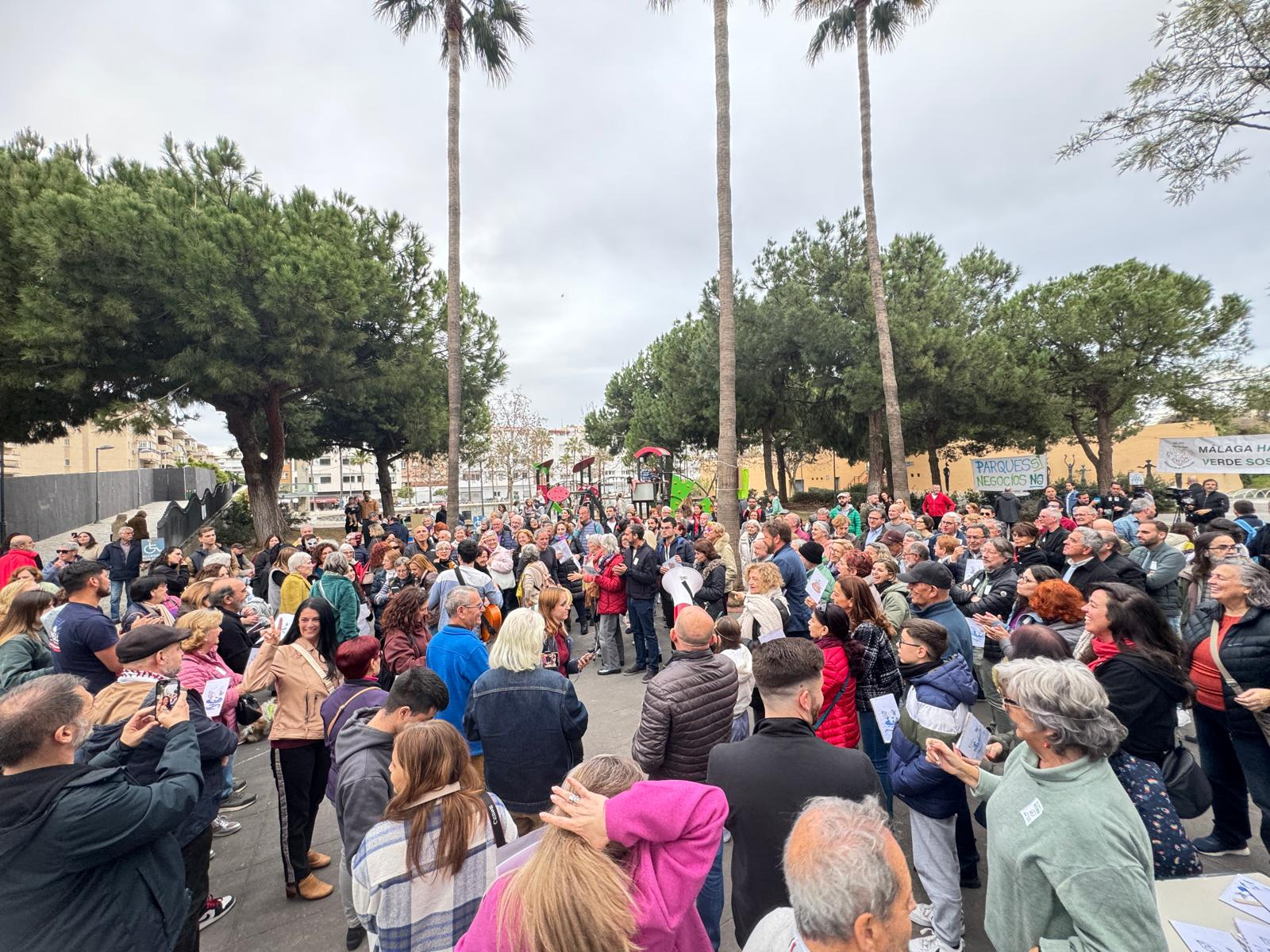
Última concentración frente a la entrada del Festival de las Linternas en el Parque del Oeste, el 15 de febrero de 2025

El movimiento vecinal se organizó para presentarse todas las semanas, desde la apertura del evento, durante 13 semanas para manifestar, en un ambiente festivo, alegre y creativo, su disconformidad por el uso privatizador del espacio público.
En febrero de 2025, el Ayuntamiento de Málaga se comprometió por escrito a no repetir futuras ediciones de este evento en el Parque del Oeste.